# Рузаля Осьмак
Рузаля (Розалия Казимировна) Осьмак (ок. 1822—1877, Холопеничи) — белорусская сказительница и целительница. Она была важным источником информации для своего внука, фольклориста Адама Богдановича.

## Биография
Жизнь Рузали Осьмак известна в основном из воспоминаний Адама Богдановича, также сохранились архивные сведения об отдельных датах и событиях. Она родилась около 1822 года в семье холопеничских крестьян Казимира Лисовского и Христины ур Порецкая. Дата приблизительна по возрасту в описи Холопеничей 1844 года.

У маладосці, па словах равеснікаў, яна была бойкаю і прадпрымальнаю; была здароваю, шырокакостнаю, моцнаю дзяўчынаю, так што на пакосе ішла з касою (рэдкасць у Беларусі: там бабы і дзеўкі ідуць з граблямі) і ўступала ў барацьбу з мужчынамі, нярэдка адольваючы іх.
Оригинальный текст (рус.)В молодости, по словам сверстников, она была бойкой и предприимчивой; была здоровой, ширококостной, сильной девушкой, так что на покосе шла с косой (редкость в Беларуси: там бабы и девки идут с граблями) и вступала в борьбу с мужчинами, нередко одолевая их.

Осенью 1840 года она вышла замуж за молодого портного Томаша Осьмака. В этом браке родилось трое детей:
- Марьяна (род. 1841);
- Анеля (р. 1843) — мать Адама Богдановича, бабушка Максима Богдановича;
- Ануфри (р. 1845).

После ранней смерти мужа Рузаля уже зарабатывала на жизнь шитьем. Она умерла во время длительного отсутствия Адама Богдановича в Холопеничах, поэтому точная дата её смерти неизвестна.

## Сказки
По воспоминаниям Адама Богдановича, Рузаля Осьмак с исключительным мастерством рассказывала сказки и легенды, так что её охотно слушали и дети, и взрослые.

Бабуля цудоўная была расказчыца. Казала роўным і размераным голасам, часам рытмічна і спеўна, часам прыспыняючыся, часам паўтараючыся, часам вар’іруючы ўжо знаёмыя нам палажэнні, што надавала ім хараство навізны. <…> Тут бабуля бралася за легенды, якіх у яе быў ладны запас. Казала яна іх у асаблівым урачытым тоне, з рытмічнаю пабудоваю, якая не ведаю, ці была традыцыйнаю, ці бабулінаю ўласнаю асаблівасцю.
Оригинальный текст (рус.)Бабушка чудесная была рассказчица. Говорила ровным и размеренным голосом, иногда ритмически и певуче, иногда приостанавливаясь, иногда повторяясь, иногда варьируя уже знакомые нам положения, что придавало им прелесть новизны. <...> Тут бабушка принималась за легенды, которых у нее был изрядный запас. Говорила она их в особом торжественном тоне, с ритмическим построением, которое, не знаю, было ли традиционным или ее личной особенностью.

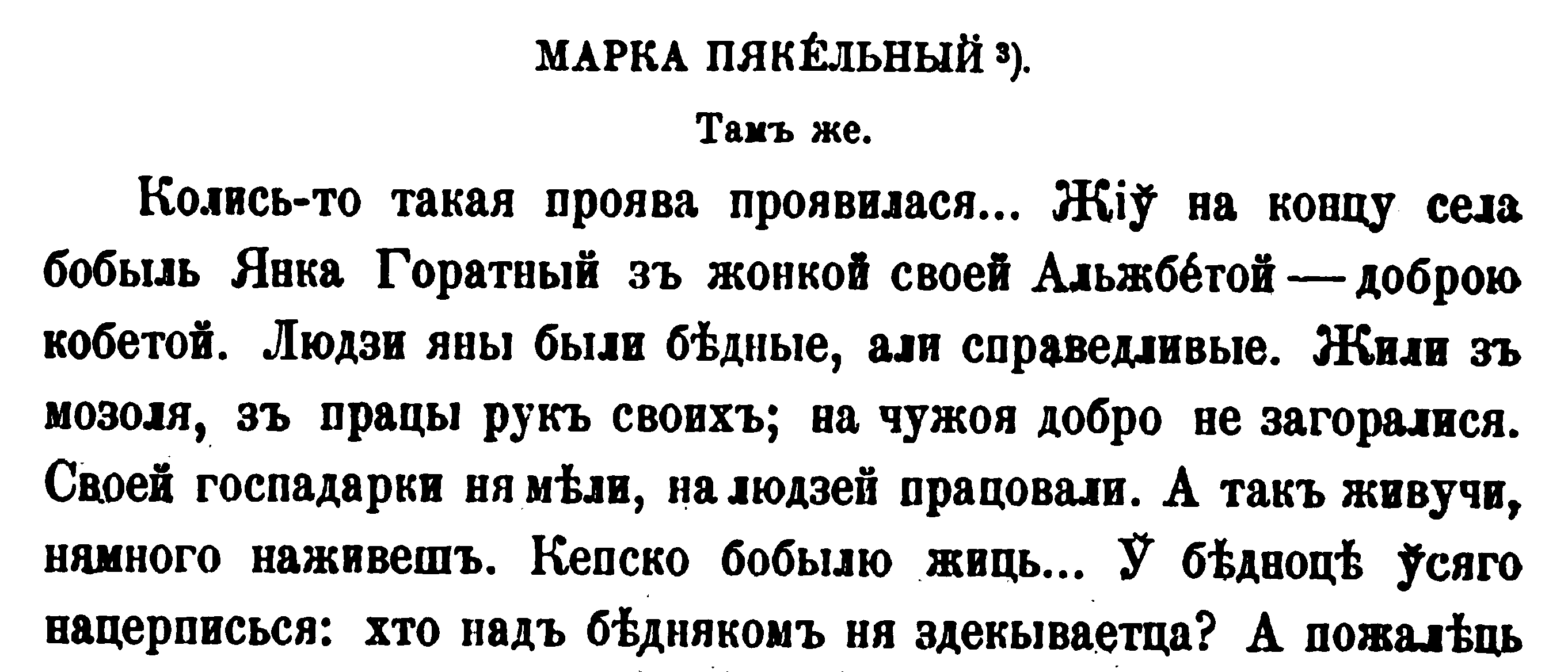
Начало сказки «Марка Пякельны» в редакции Павла Шейна.

Через несколько лет после смерти Рузали Осьмак Адам Богданович, в то время ученик Несвижской учительской семинарии, начал по памяти записывать бабушкины сказки для фольклорного сборника Павла Шеина. В редакции Шейна её именем отмечены четыре текста: «Марка Пякельны», «Вялікі грэшнік», «Аддай мне, што ў доме невядома» и один из вариантов сюжета «Чаму хлебны колас такі малы». Из воспоминаний Адама Богдановича видно, что многие другие его записи из Холопеничи происходили из того же источника, в частности сказки «Сучкін сын» и «Бог, Юрый і Мікола».
Записи сказок Адама Богдановича стали первой белорусской книгой для чтения его сына, поэта Максима Богдановича.